# 三线建设
三线建设是一场从1964年开始，中华人民共和国政府在中国内地省份进行的一场以备战备荒为目的的大规模国防、科技、工业、电力和交通基本设施建设。三线地区是一个军事地理概念，包括中国中西部地区的13个省、自治区。其核心地区在中国西北地区（包括现在的陕西、甘肃、宁夏和青海）和中国西南地区（包括现在的四川、重庆、云南、贵州）。其开始的背景是越南战争的升级和美国在中国东南沿海的军事攻势，以及中苏交恶和两国间的小规模武装冲突、全面战争危机。
三线建设是一场出于国防军事背景的区域工业化过程，其规模远超于国民政府在八年抗战时期（1937-1945）的沿海工业内迁以及之后的西部大开发（始于2001年）。在1964至1980年，中国在三线地区所在的13个省和自治区的中西部地区投入了人民幣2052.6亿元，占同期中国基础建设总投资的39.01%。几百万工人、干部、知识分子、军人和上千万人次的民工建设者，在“备战备荒为人民”、“好人好马上三线”口号的号召下，建了1,100多个大中型工矿企业、基础设施、科研单位和大专院校。三线建设改变了中国西南和西北地区工业经济落后的面貌，建设了成昆铁路、攀枝花钢铁基地、中国二汽等重点项目，将绵阳、德阳、贵阳、汉中等地从小城市甚至乡镇建设成为具有大量现代制造业和科研机构的城市。然而，出于备战需要，三线时期的工厂和基础设施建设遵循“分散、隐蔽、靠山”的指导原则。很多三线企业坐落在交通不便、远离原材料以及相关上下游企业的地方。由于计划仓促，很多三线项目“边设计、边施工、边生产”，导致了巨大的浪费。1970年代中期以后，中国对三线地区的投入逐渐减少。1980年代以后，大量三线企业倒闭关停，部分企业则成功转型、继续成为当地的工业支柱。

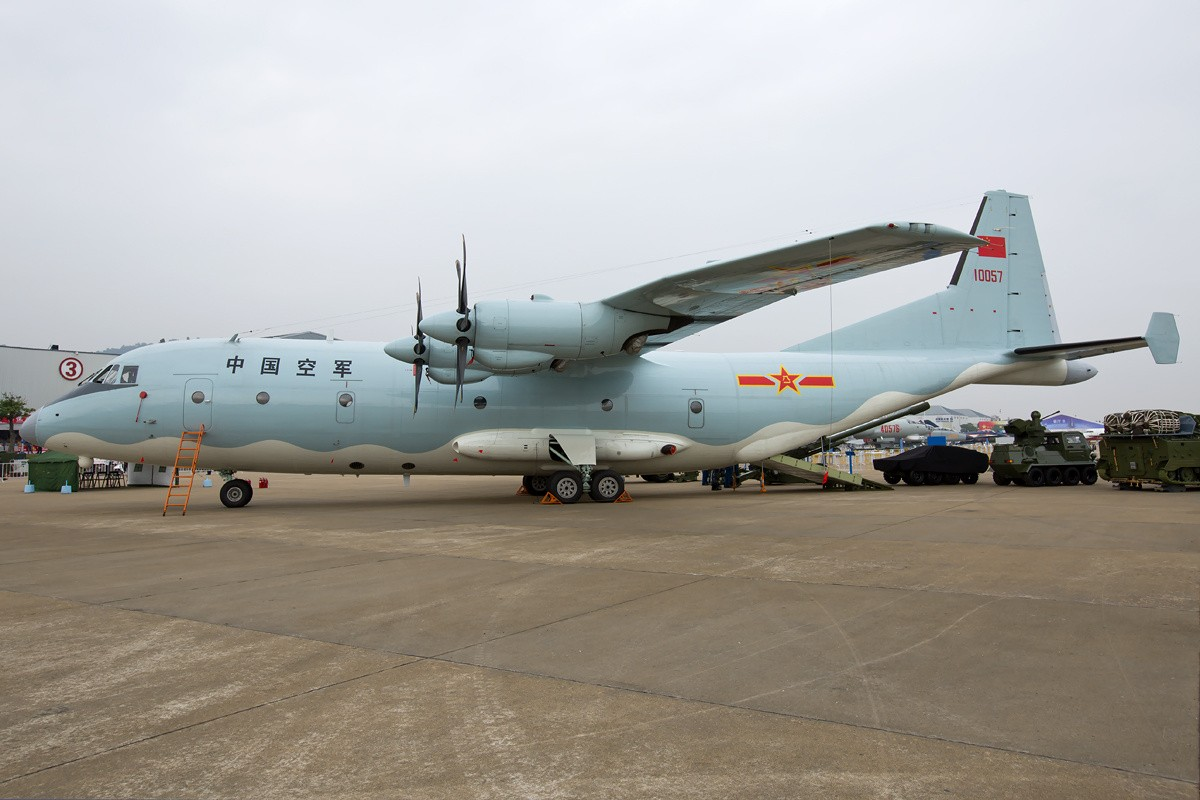
陝西飛機工業集團的運-9，該集團前身012基地是三線建設時期標誌企業

## 范围及部署
“三线”首先是一个地理概念，是相对于沿边沿海的“一线”地区（指东南沿海及东北、新疆等地区）而言。三线建设的范围包括西南三省（四川、云南、贵州，含今重庆直辖市）、西北四省（陕西、青海、甘肃乌鞘岭以东、宁夏）、以及京广线以西的河北、河南、湖北、湖南的部分，以及广西的河池地区和山西雁门关以南等省自治区。位于一线和三线地区之间的广大中部地区成为二线，包括位于一线省份与京广铁路之间的安徽、江西及河北、河南、湖北、湖南的东半部。在三线地区，在其中又以贵州、四川东部山区、四川中部平原地区、汉中、秦岭北麓等地区的企业数量多，规模大，迁入工业人口多。其中，钢铁工业以攀枝花、酒泉钢铁基地为重点；有色金属工业主要建在四川和陇西；煤炭工业重点建设四川綦江、珙县，云南永仁宝顶山、宣威羊场，贵州六枝、盘县、水城，甘肃窑街，宁夏石炭井、汝箕沟，青海大通，陕西蒲城等12个矿区；四川映秀湾、龚咀、夹江、重庆，云南以礼河、绿水河，甘肃刘家峡，贵州贵阳、清镇，陕西宝鸡集中了大型水电火电站；重点开采四川石油气；机械工业主要在四川、贵州等地。四川成都主要接收轻工业、电子工业及飞机制造业，绵阳、广元接收核工业与电子工业，重庆为常规兵器制造基地，甚至包括第三个钚生产堆（816工厂）和常规潜艇制造业（望江造船厂）；贵州贵阳主要接受光电工业，安顺主要接受飞机工业。部分企业项目来自于一线企业内迁，然而大量三线项目是新建的。
上述国务院直接管理的三线地区俗称“大三线”。与之相对，地处一线二线的省份，各自建一批省属的“小三线地方军工企业”，由省国防工办领导，进行常规军事工业，基础工业，电力，交通建设。力争做到在未来反侵略战争中“省”自卫战坚持抵抗。小三线地区集中在东北东部山区、大兴安岭地区、冀热辽地区、太行山区、吕梁山区、内蒙东部、内蒙西部、大别山区、沂蒙山区、苏皖浙赣边区、闽浙赣山区、湘粤赣边区、湘粤桂地区、湘鄂赣地区。这些地区，大部分是抗日战争时期的中国共产党抗日根据地和历次国内革命战争时期的中国共产党革命根据地，经济资源丰富，大部分地区粮食可以自给。但是工业基础薄弱，交通条件差。

## 过程

### 源起

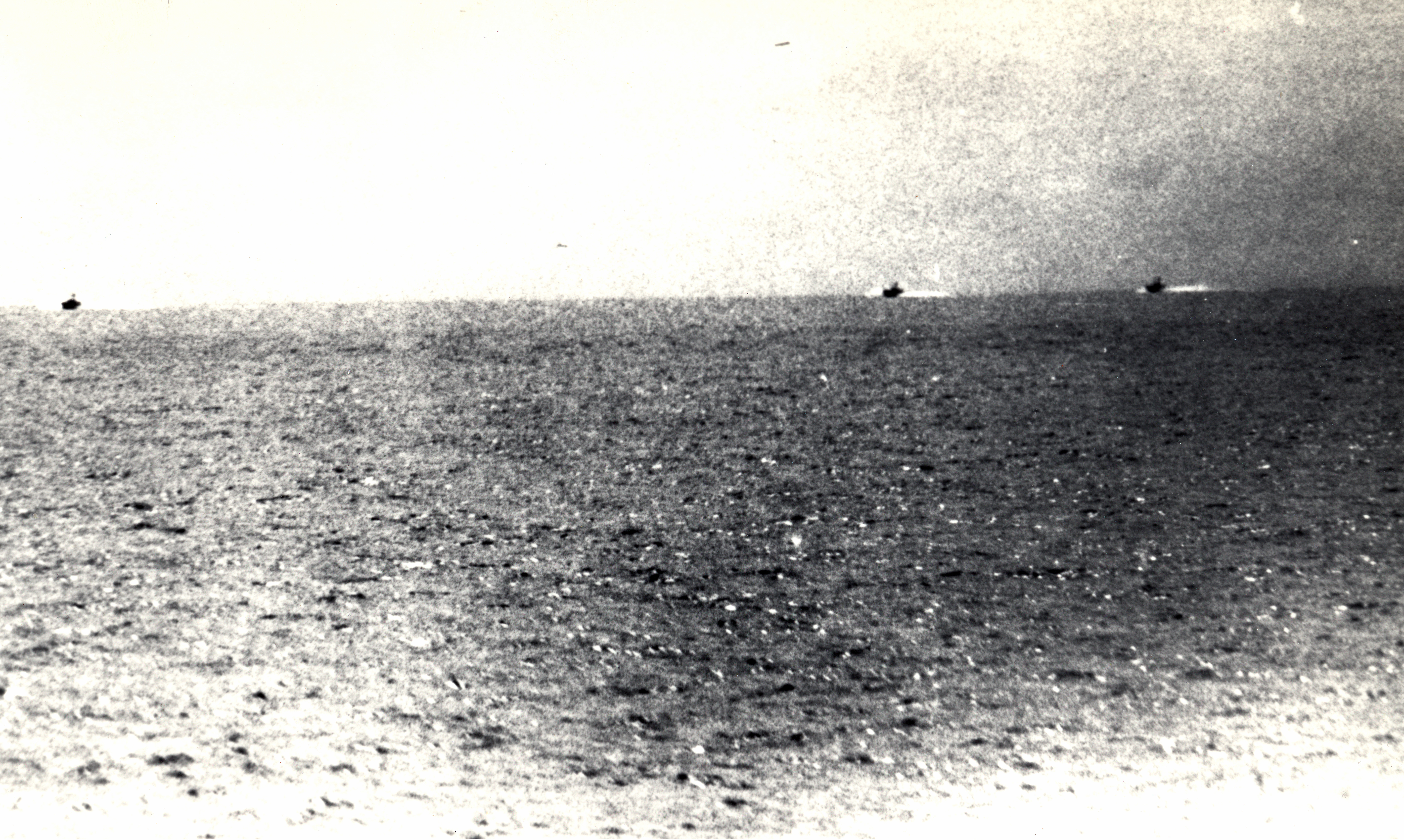
北部灣事件

位處內陸的重慶設立了川東造船廠

自1958年大跃进开始，毛泽东不直接参与经济工作，恢复农业生产成为经济工作的重点。中共中央曾设想1966年到1970年的“三五”计划是调整和恢复国民经济。在1962年2月的“西楼会议”，陈云提出“三五”计划要“解决吃穿用”。3月28日，周恩来在第二届人大第三次会议政府工作报告中指出要“把农业放在国民经济的首要地位，按照农业，轻工业，重工业的次序来安排经济计划”。1963年初，由李富春、李先念、谭震林、薄一波等8人组成中央计划领导小组，研究编制长远国民经济计划和“三五”计划问题。将“解决人民的吃穿用”作为工作重点。
但是在1964年5月10日国家经委领导小组向毛泽东汇报“三五”计划的初步设想时，遭到了毛泽东的反对。1964年5月总参谋部作战部的一份报告指出，中国当时工业过于集中，14个一百万人口以上的大城市就集中了约60%的主要民用机械工业，50%的化学工业和52%的国防工业；大城市人口过多且集中在沿海地区，易遭空袭；主要铁路枢纽、桥梁和港口码头，一般多在大中城市及其附近；所有水库，紧急泄水能力都很小，易遭破坏 。三线建设，就是试图改变这个面貌，在纵深地区，即在西南和西北地区（包括湘西，豫西，鄂西）建立一个比较完整的后方工业体系。1964年5月15日，在北京召开讨论“三五”计划的中央工作会议，毛泽东指出要采取紧急措施加快攀枝花工业基地的建设。1964年5月27日，毛泽东主持召开有各中央局负责人参加的政治局常委扩大会议，专门研究三线建设问题，毛泽东在会上说：“第三个五年计划，原计划在二线打圈子，对基础的三线注意不够，现在要不上，后六年要把西南打下基础”。他强调农业，国防工业是拳头，基础工业是屁股。“要使拳头有劲，屁股就要坐稳”。毛泽东指出，在分配投资时，要重点考虑基础工业，国防工业，然后才是农业。1964年5月28日，毛泽东与参加政治局常委扩大会议的各中央局负责人谈话说：“第一线是沿海，包钢到兰州这一条线是第二线，西南是第三线。”“酒泉和攀枝花钢铁厂要搞，不搞我总不放心，打起仗来怎么办？”“攀枝花不搞起来，我就睡不着觉，一定要下决心搞，把我们的薪水都拿出去搞。在原子弹时期，没有后方是不行的。要准备上山，上山总还要有个地方。”“西南三线，不仅修铁路，搞钢和煤，机械、化工、军工等什么都有才好。我们把三线的钢铁、国防、机械、化工、石油、铁路基地都搞起来，那时打起仗来就不怕了。打起来还可以继续建设。你打你的，我建设我的。”
1964年6月国家计委组织西南工作组，会同西南局和川﹑云﹑贵三省对成昆线和攀枝花地区进行实地考察，写出了关于建设攀枝花钢铁基地的报告；同时，国家计委﹑煤炭工业部派人到贵州进行煤炭工业开发建设筹备工作。1964年7月15日，毛泽东对周恩来、彭真、贺龙、罗瑞卿等说：“如果材料不够，其他铁路不修，也要集中修一条成昆路。”“应该把攀枝花和联系到攀枝花的交通、煤、电的建设搞起来”。“三线建设，我们把钢铁、 国防、机械、化工、石油、铁路基地都搞起来，就不怕了。搞不成，打起来怎么办？”又说：“要争取快一点把后方建设起来，三五年内要把这件事情办好，把大小三线搞起来。”
1964年8月2日东京湾事件爆发，美国驱逐舰“马克多斯”号挑起并夸大与北越的武装冲突。美国出动第七舰队125艘军舰和600余架飞机，开始全面轰炸北越的城市与工业基础设施，越南战争全面升级，并延烧到包括北部湾和海南岛在内的中国南部地区。北部湾事件迅速导致“三五” 计划从“解决吃穿用”转变为开展三线建设。
1964年8月17日毛泽东在北戴河中央书记处会议上说：总而言之，成昆路要快修。没有轨，拆其他铁路的。川黔、滇黔路也要快修，一定要保这三条路。投资、材料要多想办法。1964年8月20日毛泽东在听取薄一波副总理汇报工作时又说：中央工作会议（指1964年5月中下旬的会议）开过好久，成昆路仍然没有落实。湘黔、滇黔、川黔3条铁路搞了十几年了，没有影子。成昆路要两头修，滇黔路也可以两头开口，还可以更多的点开工。
根据中央领导的意图，国家计划委员会于1964年8月在四川西昌召幵建设三线会议，专门研究了成昆、川黔、滇黔等西南铁路建设会战问题。会议认为成昆铁路是建设以攀枝花为中心的西南战略后方基地的主要干线，必须采取一切 措施，争取在最短时间内把铁路修到攀枝花；同时，要加快川黔、滇黔两条铁路的修建，以便及早形成沟通云南、贵州、四川3省的铁路运输网。为此，确定这3条铁路基本上同时幵工，首先拿下川黔铁路，然后修通滇黔铁路，最后各大军集中会战成昆铁路。

### 西南三线
由周恩来牵头，国务院副总理李富春主持三线建设的日常工作，薄一波副总理、罗瑞卿副总理兼总参谋长兼国务院国防工办主任协助。1964年9月11日，《中共中央关于成立西南铁路建设指挥部等机构的决定》：
- 西南铁路建设指挥部：总指挥李井泉，第一副总指挥吕正操。副总指挥刘建章、郭维城、彭敏。
- 以攀枝花为中心的基本建设筹建小组：李井泉、程子华、阎秀峰、蒋崇璟、徐驰、钟子云、张斌组成。组长李井泉。程子华任第一副组长，负责组织筹建的实际工作。阎秀峰、蒋崇璟任副组长。
- 三线建设支持和检查小组：谷牧任组长，彭绍辉、郭洪涛、安志文、袁宝华、武竞天、钟毅、余啸谷为组员。在国家计委、国家经委的统一领导下，负责对三线建设的物力、财力组织后勤支援，并随时督促、检查、了解三线建设的情况。

1964年9月中旬，国务院副总理李富春、薄一波受周恩来总理重托，在程子华、阎秀峰等陪同下，来到大西南三线建设的现场视察工作，听取了程子华和冶金部副部长徐驰汇报攀枝花总体布局。李富春对程子华说：攀枝花建设要加快，首先要把公路交通建起来，更重要的是要先给水泥厂投资，争取早出产品，从外地运水泥进来不合算，请国家建委谢北一和物资部李开信尽早安排物资问题，没有物资保证不行。薄一波说：毛主席十分关心成昆铁路建设，曾指出建不建攀枝花，不是钢铁厂的问题，而是战备的问题，并说如果没有投资可以把他的稿费拿出来，这不仅是要求我们要加快三线建设，也是对我们经济建设部门的批评，在西南高原施工的条件很困难，这是事实。更重要的是我们要克服困难，在科技方面下工夫，千方百计地完成党中央、毛主席交给的三线建设任务。
1965年2月26日，中共中央、国务院作出《关于西南三线建设体制问题的决定》，成立西南局三线建设委员会，以加强对整个西南三线建设的领导。1965年3月29日，中共中央发出《关于西南局三线建设委员会组成人员的批复》同意以西南局书记李井泉为主任，国家计委常务副主任、西南局书记处书记程子华任第一副主任、西南局书记处书记阎秀峰任第二副主任。后来1965年11月彭德怀、1966年2月4日华东局经委副主任兼国防工办副主任钱敏分别担任西南三线建委第三、第四副主任。秘书长杨沛。西南局三线建委委员有国务院各部和四川、贵州、云南三省负责人、铁道兵参谋长何辉燕等22人。设常委9人：李井泉、程子华、阎秀峰、吕正操、冶金工业部副部长兼攀枝花特区党委书记兼总指挥徐驰、第五机械工业部副部长朱光、钟子云、邓存伦、熊宇忠。原攀枝花基本建设筹建小组撤销。与此同时，国家计委、国家建委，国务院国防工办、一机部、八机部、铁道部、冶金部、物资部和商业部等部委及华东局都派出由副部长和司局一级干部组成的工作组入川，组成指挥部，分别或联合勘探选址，计划和设计新建项目，在四川设立了各自的指挥机构，负责本系统在西南三线建设中的组织领导工作。西南三线建设委员会下设：
- 机械总局局长钱敏兼
- 川东区指挥部：指挥长鲁大东（重庆市委工业书记）
- 冶金组：以攀枝花为重点，提出钢铁厂厂址方案；
- 煤炭组/西南煤矿建设指挥部：1964年7月下旬至8月上旬，西南局在四川西昌召开三线建设规划会（西昌会议）强调要加快六盘水煤炭基地建设，并决定成立由丁丹、刘辉等任正副指挥的会战指挥部，组建以煤炭工业部党组副书记、副部长钟子云兼党委书记、贵州省委副书记陈璞如兼任第二书记的会战指挥部党委。8月上旬，煤炭工业部成立以钟子云等七人组成的三线建设办公室，负责统筹规划三线地区的煤炭工业建设。11月30日，煤炭工业部发出《关于成立西南煤矿建设指挥部的通知》，统一领导云贵两省及四川一部分新矿区的生产建设工作，范文彩任指挥、党委书记，管云任副指挥、党委副书记，李健刚、程力夫（未到职）、林虎任副指挥。业务和行政工作由煤炭工业部领导。12月10日西南局发出《关于西南煤矿建设指挥部党委领导关系问题的通知》，委托煤炭部党组和贵州省委对西南煤矿建设指挥部党委实行双重领导。指挥部驻六枝县下营盘。1965年9月6日，煤炭工业部党组通知，西南煤矿建设指挥部党委由丁丹、李健刚、刘辉任委员、副书记，丁禹畴、马匡汉、马会水、樊鹏飞、张戈、高日升任委员，原党委书记范文彩另有任用，书记由丁丹代理。1965年11月12日，中共煤炭工业部政治部通知，丁丹任中共西南煤矿建设指挥部委员会书记，免去林虎的西南煤矿建设指挥部副指挥职务。1966年1月17日增补骆鹤、卢章、郭连潮为副指挥。2月9日增补李逢春为副指挥。4月，管云调离，李健刚调贵州省建工局。10月10日，煤炭工业部党组批准西南煤矿建设指挥部党委设立常委会，由7人组成：丁丹任书记，刘辉任副书记，丁禹畴、骆鹤、马匡汉、张戈、卢章任常委，同时增补尹学瑞为党委委员。1970年12月2日，国务院、中央军委发出《关于六盘水地区体制问题的批复》，建立六盘水地区革命委员会，为地区一级的政权机关；撤销原西南煤矿建设指挥部。该指挥部下辖：
  - 政治部
    - 政治部办公室
    - 政治部组织部
    - 政治部干部部
    - 政治部宣传部
    - 监察委员会

  - 指挥部办公室
  - 总工程师室
  - 计划室
  - 劳动工资室
  - 质量安全检查室
  - 工程管理部
  - 生产管理部
  - 生活管理部
  - 后勤部
  - 机关保卫处
  - 教育处
  - 机械动力处
  - 小井开发局
  - 农村工作委员会
  - 六盘水地区物资局
  - 西南煤指铁路建设指挥部，负责六枝、盘县、水城三个矿区的铁路专线工程建设。
  - 六枝矿区指挥部
  - 水城矿区指挥部
  - 盘县矿区指挥部
  - 宝鼎山（永仁）矿区指挥部
  - 芙蓉山矿区指挥部
  - 云南省煤炭工业管理局
  - 贵州省煤炭工业管理局
  - 重庆煤矿设计研究院
  - 西南煤矿建设指挥部煤田地质勘探公司
  - 西南煤矿建设指挥部建筑安装工程公司
  - 西南煤矿建设指挥部水城煤矿设计研究院
  - 西南煤矿建设指挥部第一矿山机械厂
  - 西南煤矿建设指挥部马龙机厂筹备处(云南)
  - 西南煤矿建设指挥部六七一厂筹备处
  - 西南煤矿建设指挥部矿灯厂
  - 西南煤矿建设指挥部贵阳汽车修配厂
  - 西南煤矿建设指挥部煤矿学校
- 西南铁路建设总指挥部：1964年9月11日中共中央决定成立。总指挥李井泉，第一副总指挥吕正操。副总指挥刘建章（分管铁路建设的铁道部副部长）、郭维城（铁道兵第一副司令员）、彭敏（铁道部基本建设总局局长）、张永励（国家第二商业部副部长）、熊宇忠（四川省经委副主任、西南局计经委第一副主任）。加快成昆铁路建设的同时，力争川黔铁路在1965年秋建成通车。成昆铁路施工队伍以铁道兵第一、五、七、八、十师、独立机械团、独立汽车团和铁道部第二工程局为主力，并有铁道部第四工程局、大桥工程局、通信信号公司和成都、昆明铁路局以及沿线民工共30万人参加。1964年第四季度，铁道兵第一、八、十师及铁二局3个工程处先后进入成昆铁路施工管区，重点工程相继开工。1965年第四季度铁道兵第五、七师由贵昆线逐步转入成昆线管区。经中央军委批准，铁道兵一、五、七、八、十师扩编建制，每师增设一个团，定额为36820人，按五个团（即1个桥隧团，4个线路团）组编，配以兵部的独立机械团、汽车团。1966年成昆铁路进入施工高潮，施工人员达到35.97万余人
  - 西南铁路建设工地指挥部（“西工指”）：相当于大军区级机构。全面指挥和组织工程的进行。它统管计划、财务、物资、装备，并对参加筑路的设计、科研、生产、运输、施工力量（包括兵、工、民兵）实行统一领导、统一调度、统一指挥，从设计、施工到竣工交付正式运营，一抓到底，全面负责。吕正操任司令员兼政委，刘建章任副政委、西工指党委书记，郭维城任副司令员负责行政业务工作。彭敏任总工程师、技术委员会主任。副政治委员兼政治部主任黎光，政治部副主任张治安（铁道兵）、计琢成（成都铁路局），参谋长李荣村（铁道部），副参谋长张峰（铁道兵），后勤部部长谢华（铁道兵），后勤部副部长董廷恒。司令部工程部总工程师谭葆宪（铁道部）。西工指先驻在贵州安顺，后移驻四川西昌。领导铁道兵部队，还有铁道部工程局、铁道部设计院等单位；还有中原几省支援成昆铁路建设的民工、五大省派出的运输公司等。1966年12月3日“西工指”造反派成立“红战旗”敢死队宣布夺权。1969年6月成立了铁道兵西南指挥部（简称铁西指)，设在成都马家花园。成昆铁路建设交由铁西指指挥。1969年5月12日周恩来主持召开三线建设会议，决定成立西南三线建设委员会，以四川省为主，云南、贵州省及中央有关部门参加；撤销西南铁路建设指挥部，改由铁道兵统一指挥。根据上述决定，铁道兵调何辉燕参加西南三线建设委员会，并在成都成立铁道兵西南指挥部，负责成昆线、渝达线和襄成线西段的部队以及在西南的各单位的党政、军事行政领导工作。
  - 技术委员会：制定技术政策，领导和组织新技术的采用，组织审查鉴定设计文件和科研成果。主任彭敏。
  - 四川省支援铁路建设指挥部：指导各省、地（州）、县的相应的机构，发动和组织沿线各族人民支援铁路建设。

四川省三线建设支援委员会也随之成立。支援委员会由省委书记负责，省人委有关厅局负责人组成，负责搞好四川三线建设的后勤支援工作。相关地市县的支援重点建设领导小组也随后成立，配合三线建设单位的工作，提供劳动力和物资保障。同时，四川省委还在重庆、成都、自贡、渡口等城市和重点建设地区设立物资局，统一负责所辖地区内建设项目所需的物资供应。四川三线建设的重点围绕着攀枝花钢铁基地建设、国防工业建设和成昆、襄渝铁路的建设而展开。
成立以西北局第一书记刘澜涛为主任的西北三线建设委员会和中南局书记王任重为主任的中南三线建设委员会。1965年9月14日，国家计委向中共中央和毛泽东报送《关于第三个五年计划安排情况的汇报提纲》（简称《汇报提纲》），最终确定了“三五”计划以三线建设为主要任务。
即使在三线建设方针确定之后，关于是否会发生战争，三线建设是否必要党内一直有争议。1965年11月13日，毛泽东在天津考察时询问当地负责人：“大三线建设，小三线建设，会不会浪费？”地方负责人答：“不会的，就是敌人不来，从经济建设上说，也是有用的。”毛泽东听了很满意。事实上，三线建设一直受到当时国际形势的影响。从1964年开始到1980年，三线建设在断断续续的16年间有两个高潮，分别是在北部湾事件后的1965年至1967年，和中苏珍宝岛事件后的1970年至1971年。

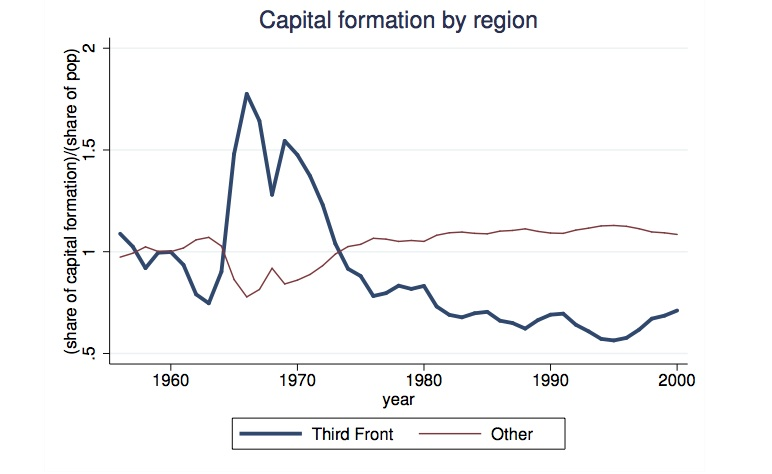
三线时期各地区固定资产投资

在1964年至1980年期间，中国在三线地区共审批1100多个中大型建设项目。大批原先位于大城市的工厂与人才进入西部山区。更有“备战备荒为人民”“好人好马上三线”等口号号召人们前往三线地区。”“文革”早期，“三线”也是大量知青的去处。
1969年6月，中央召开了关于恢复三线建设的会议。到1972年，西南三线建设的第一期工程基本结束。国家在西南三线建设的投资是40多亿元。从1964年至1978年，四川先后新建、迁建了兵器、船舶、航天、电子、核工业等30多个军事工业企业、科研单位和80多个与之配套的机械、仪器仪表、冶金、橡胶、化工原料等一批大中型骨干企业，形成了门类较为齐备的以常规兵器制造为主，电子、造船、航天、核工业等相结合的国防工业生产体系。三线建设期间，四川总投资规模达393亿元，新建、扩建、内迁了以重工业为主的项目250多个，加上地方工业的发展，到1982年全省工业企业达到46339个，职工人数达到1033.09万人。

### 西北三线
三线建设时期，突出了国防为主、军工优先的原则。西北建设着眼于备战，靠近已有的和大体确定的交通线，首先安排原材料基地和军事工业，并以军事工业为中心，力求科研、生产、协作配套。按照上述原则，西北建设的基本布局决策是：建设七条新干线，对能源、原材料、机械加工工业、军事工业、核工业、航空工业、电子工业、船舶工业、航天工业等进行合理布局。

### 建设过程

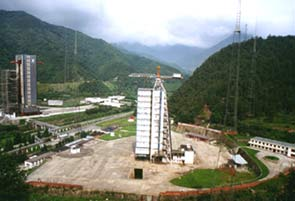
位于四川省凉山彝族自治州的西昌卫星发射中心，规划建设于三线建设期间，至今仍在使用

三线建设最大的特点是国家投资向三线地区转移。1965年8月19日，李富春、薄一波、罗瑞卿联名向毛泽东和中共中央提交《关于国家经济建设如何防备敌人突然袭击的报告》，提出一切新的项目不在第一线，特别是15个一百万以上人口的城市。现有续建项目，除了明年，后年可完工投产见效的以外，其余一律要缩小规模，不再扩建，尽早收尾。一线二线的现有企业，能一分为二的，能搬迁的，要搬迁到一部分到三线去。根据1965年通过的《汇报提纲》 的安排，用在三线地区的投资占全国42.2%。 在重工业、国防工业，交通运输业的投资占总投资的74%。
出于国防的考虑，三线建设项目遵循“靠山，分散，隐蔽”的选址原则。这个原则原本是文化大革命前由周恩来等人根据毛泽东的意见提出来的，用以指导部分机密性高的军工企业选址。但后来成为一切三线企业的选址要求。而且这个要求也在不断朝着更加极端的方向发展。首先在“靠山，分散，隐蔽” 的基础上，提出对于某些敏感企业，“必要时要进洞”。后来就直接变成“靠山，分散，进洞”，即“山散洞”。大量项目被迫打洞，造成大量损失。比如贵阳一个电子元件厂建在山洞内，山洞阴暗潮湿，造成生产的电子元件不能达到标准。部分企业过分强调分散，对生产造成困难。如陕西汉中飞机工业基地，下属28个单位分散在两个地区，7个县的范围内，其中一个企业被分散在6个自然村中，装配零部件需要汽车往返几十甚至上百公里，员工上下班也非常不便。陕西新建的400多个三线项目，将近90%远离城市，分散在关中平原和陕南山区的48个县，多数是一厂一点，有的甚至是一厂多点，布局被讥讽为「羊拉屎」、「瓜蔓式」、「村落式」。而且山区内信息闭塞，生产出来的产品往往无法跟上世界潮流，显得过时落伍。有时山区内爆发山洪等自然灾害，企业也往往损失惨重。冬季大雪封山后，工人更处于与世隔绝的状态，时人用「洞中方数月，世上已千年」来形容这些工厂的闭塞与环境的恶劣艰苦。
也因此，许多的厂矿单位里医院、商店、学校设施一应俱全，成为一个封闭的社会。更有些企业，由于选址困难，很多厂矿迟迟不能建成投产。更多的企业由于远离原材料或者处于不利的地理坏境，导致效率低下。比如川东造船厂处于现在重庆市涪陵区靠近长江的山区内，在70年代建成投产后负责生产常规动力潜艇。潜艇生产出来后不能在附近江面下潜，需要有驳船拖至2000多公里以外的上海长江口才能下潜。生产极为不利。
由于时间仓促，很多三线企业遵循 “边设计，边施工，边生产”的原则。中苏交恶以后，苏联撤回援助的专家团 。三线企业不得不依赖于中国自己的技术。这些原因共同造成许多三线企业有设计缺陷。比如当时中国最大的葛洲坝水电站由于设计缺陷不得不停工两年。80年代以后，因为有“严重设计缺陷”，国家又在成昆铁路线上花费了上千万资金来弥补这些缺陷。酒泉钢铁基地直到1980年尚且不能产钢。如此问题不胜枚举。这些问题也成为了80年代以来三线企业大量倒闭的根源之一。
除了重点新建重点项目，大量三线企业来自于一二线地区企业的拆分搬迁，称为“一分为二”。1965年12月1日，国家经委发出《关于搬厂工作中几个具体问题的规定》，提出“一分为二”的工厂的“关键、专用设备，应当首先满足三线的需要，有两套的搬走一套，只有一套的也坚决搬走。但是如果时间上来的及，可以做一套支援三线”。“一分为二”的工厂，“应该挑选优秀的管理干部、技术人员和生产工人成套输送，优先满足三线需要”。搬迁地点的确定，一是战备需要，在比较分散的腹地和山区，二是根据当地已有的生产条件，与相似企业合并，三是照顾到将来当地的经济发展，填补一些空白。据统计，1964年底到1970年底“三五”计划结束，全国约有380个项目，14.5万名员工，3.8万台设备从沿海前往内地。实际上，加上未统计在内的国防工业科研单位和地方自行规划、计划外的迁移项目，及随同迁移的项目和人数，都远超过上述数字。这些企业大多来自上海、北京、沈阳、大连、天津、南京等东北和东部沿海城市。比如西北铝加工厂由哈尔滨101厂搬迁职工1700人、设备3400吨；兰州轴承厂由北京轴承厂搬迁职工800人、设备333台；天水风动工具厂由沈阳风动工具厂搬迁734人、设备214台；甘肃光学仪器厂由南京、上海、陕西、哈尔滨的五家工厂和研究院所搬迁1990人。除企业外，学校、科研机关也有计划地迁移了一部分。由原校迁出部分专业到三线地区建立的学校有：北京大学分校、清华大学分校、南京大学分校、华东化工学院分校、北京航空学院分院、北京工业学院分院、甘肃工业大学7校。

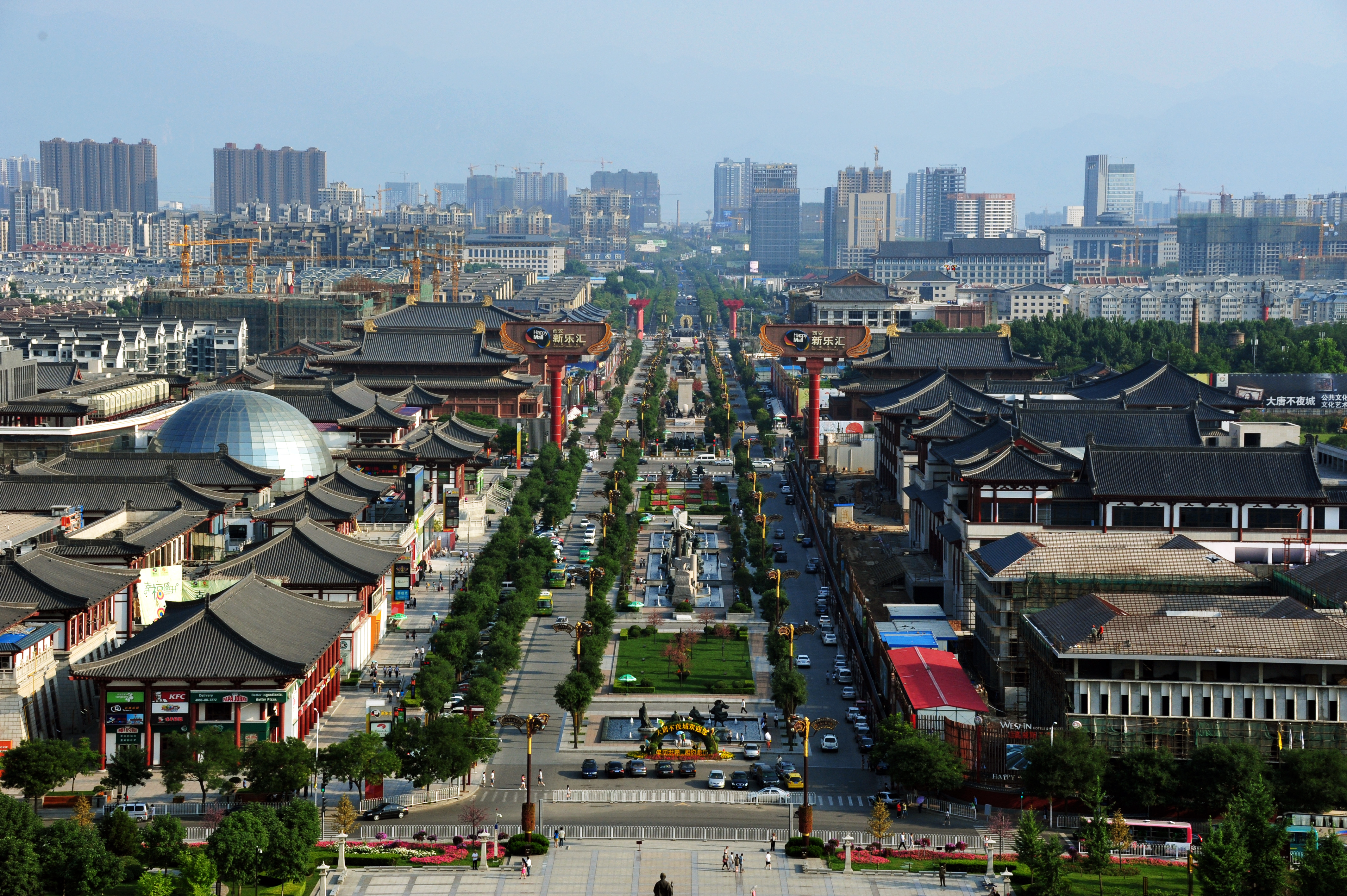
2011年的關中平原

### 结束与转型

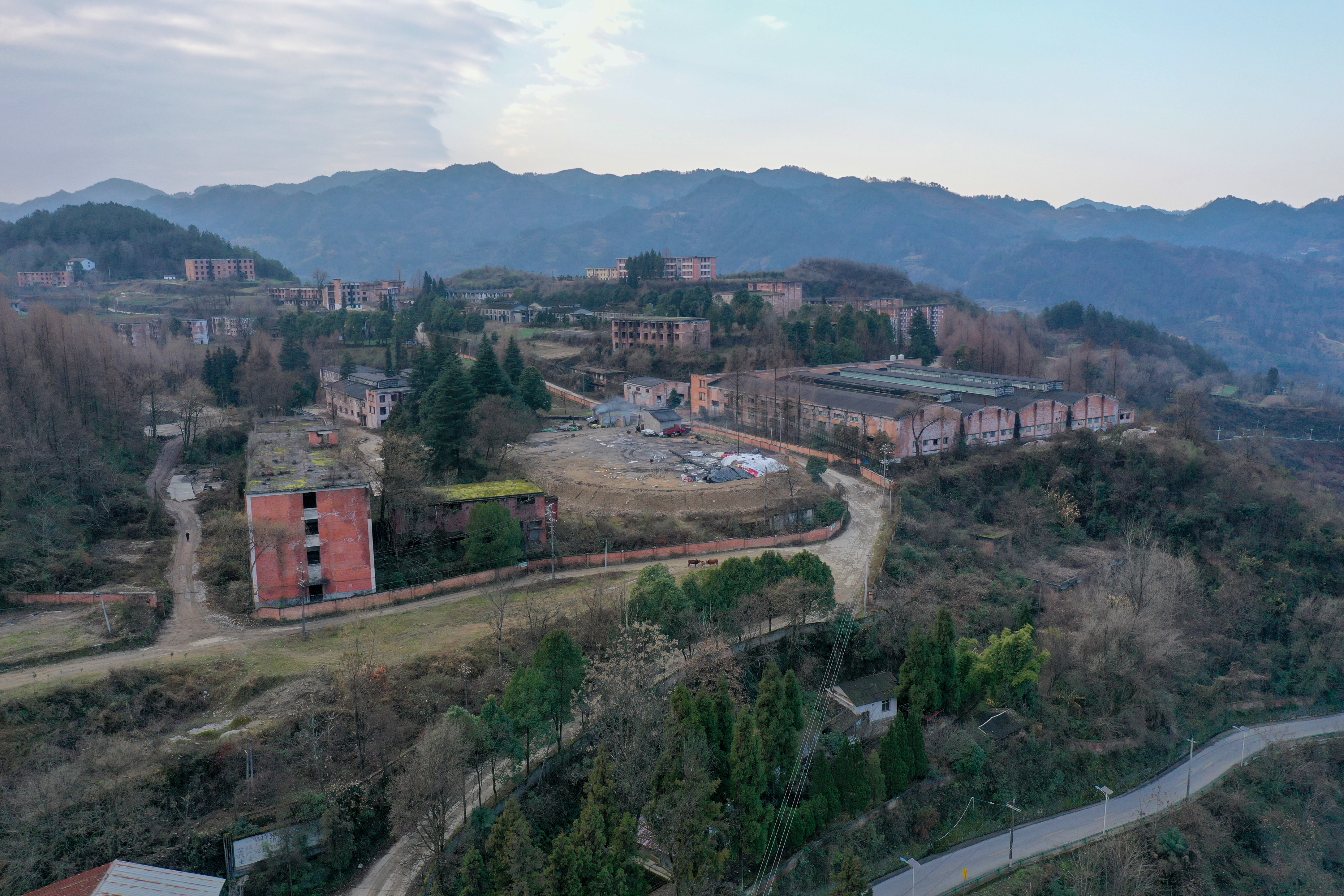
陕西南部大巴山中的南峰厂旧址（已废弃），曾用于生产霹雳二型空空导弹

1971年九一三事件以后，林彪所提倡的积极备战的方针随之降温。随着中美建交和中苏关系的缓和，中国开始逐渐撤出对三线地区的大力投资，三线建设进入军转民时期。改革开放以后，经济建设再一次向东部沿海倾斜。很多国有企业由于各种原因效益不佳。1980年11月，国家计委、国务院国防工办、五机部等部门提出小三线军工厂的调整方案；首先是产品结构调整，变单一军品生产为军民结合的生产结构；此外，关停并转一批厂址不好、生产条件差、生产难以为继的工厂；调整之后，在全国268个小三线军工企事业单位中，保留军品生产能力的厂缩减到146个。由于错误的选址和建设，三线企业效益尤其低下。1986年至1990年的“七五”计划，中国对效益低下的三线企业进行了“关、停、并、转、迁”等政策。按照“该关停的就不要搬迁，能迁并的就不要迁建，能就近搬迁的就不要远距离搬迁，能向中小城市搬迁的就不要向大城市集中”的原则进行调整。然而，这段时间中国的投入和支持同三线时期相比完全不在一个数量级上。中国允许部分效益特别低下的企业破产关停。将散布在各地的企业并入到一个企业。
部分在山里，洞中的企业迁出至附近的平地或者附近地理条件相对较好的小城镇。将跨省的小三线项目交由当地政府管理。允许并鼓励三线企业转业。其中最重要的是军工企业生产民用产品。1982年，邓小平提出对国防工业要“军民结合，平战结合，军品优先，以民养军”。一部分企业成功进行了产品转化，比如制造包括坦克等军用车辆在内的重庆嘉陵机器厂开始生产摩托车，迅速成为中国最大的摩托车生产商。川东造船厂成功转型为一家生产江轮的企业。绵阳的长虹电视机也是一家军用电子元件厂改制而成的。
1983年11月20日，参加三线建设的老干部鲁大东（原西南局三线建设委员会川东区指挥部指挥长）、钱敏（原西南局三线建委副主任）、郑汉涛（原国务院国防工办副主任)应约与时任国务院总理的赵紫阳面谈，反映三线建设调整改造问题。赵紫阳1975年起当过一段四川省委第一书记，知道三线的情况。赵提出：

 三线建设应该有个方针，有个规划。总的讲是三句话：调整，改造，发挥作用。现在有两种倾向要防止：一是完全肯定，要搞大配套，大投资；二是否定三线，要离开三线，掉尾巴再回到沿海。三线建设花了2000多亿元资金，现在要通过调查、规划，扎扎实实地进行工作，使它的作用很好地发挥出来。无论从长远规划和近期规划来看都要想办法解决这个问题。把三线建设问题摆到国家的五年计划中去。

1983年12月3日成立了国务院三线建设调整改造规划领导小组，设国务院三线建设调整改造规划办公室（简称国务院三线办），主任鲁大东（原西南局三线建设委员会川东区指挥部指挥长），副主任钱敏（原西南局三线建委副主任）、郑汉涛（原国务院国防工办副主任)。中央各部委的部长或副部长，都是领导小组成员，其中有八个人是搞过三线建设的。主要任务是根据国务院针对三线军工提出的“调整改造，发挥作用”八字方针，三线企业走上保军转民的二次创业之路。三线办负责搞一个全面规划，把钻山太深，生产确实太困难的，作为第一批搬迁出来，搬到靠近大城市的地方，或者中小城市。1984年1月，第一次三线建设调整改造会议召开，李先念给会议写了一封信，肯定了三线建设不仅建设了国防工业，而且把工业从沿海推向内地，改变了中国工业的布局。这封信对顶住了全面否定三线建设的思潮，对坚持进行三线建设的调整改造起了重要作用。经过对大三线“八省一市”的摸底调查，省属以上大中型骨干企业和科研事业单位建设成功的占48%，基本成功的占45%，进山很深，布局分散，厂址存在严重问题，没有发展前途，需要关停并转迁的占7%。从1984年，对三线建设分三批进行调整改造，国家共投资20亿元，实际执行项目118个。国务院三线建设调整改造规划办公室规划二局局长王春才。1984年，中央决定对小三线军工企事业进行第二次调整，总的原则是不再保留小三线军工生产体系。
1989年1月20日国务院决定调整国务院三线建设调整改造规划办公室的组成人员。现将调整后的名单通知如下：
- 主任：鲁大东
- 副主任：向嘉贵 周长庆
- 成员：
  - 甘子玉（国家计委副主任）
  - 陈达植（国防科工委计划部副部长）
  - 刘仲藜（财政部副部长）
  - 何光远（机械电子工业部副部长）
  - 来金烈（中国北方工业〔集团〕总公司总经理）
  - 刘纪原（航空航天工业部副部长）
  - 徐大铨（冶金工业部副部长）
  - 谭竹洲（化工部副部长）
  - 王荣生（中国船舶工业总公司副总经理）
  - 武恭 （中国有色金属工业总公司总经理助理兼计划部主任）
  - 李定凡（中国核工业总公司副总经理）
  - 蒲海清（四川省副省长）
  - 朱奎（云南省副省长）
  - 刘玉林（贵州省副省长）
  - 徐鹏航（湖北省副省长）
  - 俞海潮（湖南省副省长）
  - 刘源（河南省副省长）
  - 曾慎达（陕西省政府顾问）
  - 张吾乐（甘肃省副省长）
  - 周春山（重庆市委副书记）

至1994年底，除一家企业建设未完成外，其余“七五”调整项目全部完成。共迁出职工11万人，总投资46亿元。1994年国务院三线办改为国家计委三线建设调整改造办公室，主任王春才。“八五”计划的三线企事业单位脱险调整项目118个，实施115个，至1996年底累计投资80亿元，至1997年底完成或基本完成100个。1998年改为国防科工委三线调整协调中心。2014年3月23日，“中华人民共和国国史研究会三线建设研究分会”成立大会在北京召开。

## 评价与历史意义

### 综合评价
在一個軍事時期角度上三線建設發揮了預定的效果，對於外部核武威脅的國際情勢下，三线建设的軍工產業分散移往大後方成為了中國政府在外交談判上的籌碼之一，讓意圖核訛詐的國家有所三思，無法在第一擊中就摧毀反擊能力。

### 语言变化
在三线建设中，众多使用粤語、吴語、赣語的外来人口进入西南，西北地区，由于三线企业的封闭性，很多三线大型工厂家属区演变为村镇，集市，乃至城市。而占据多数人口的外来移民大大影响了当地本土語言，甚至取代了一部分地区原有方言成为新的本地方言。由于粤語和吴語在西南官话、西北官话地区较难学习，也有一些地方形成了粤语語言岛或吴语方言岛。受三线建设影响最大的地区是新疆维吾尔自治区、贵州省和重庆市。在三个地区分别形成了兵团吴语（新疆生产建设兵团中上海、江浙移民与其后代所使用的新疆地区吴语）、重庆吴语（主要分布于重庆市区）、贵州的安顺吴语，（主要在贵州安顺地区的三线企业集中地带使用的贵州吴语）。
据统计，这三地使用吴语的人口已接近600万人，其中仅从1964年到1966两年，迁到重庆主城区的上海内迁职工就达43488人。

## 部分建設成就
- 西南铝加工厂西南铝业集团股份有限公司（重庆两江新区）
- 重庆红岩汽车有限责任公司（重庆双桥区）
- 中国石化四川维尼纶厂（重庆长寿区）
- 中国四联仪器仪表集团重庆川仪股份有限公司（重庆北碚区）
- 重庆北碚玻璃有限责任公司北碚玻璃集团（重庆市北碚区）
- 中国重汽重庆燃油喷射系统有限公司（重庆沙坪坝区）
- 重庆铁马工业集团有限公司（重庆九龙坡区）
- 重庆建设工业股份有限公司（重庆市九龙坡区）
- 中船重工重庆川东船舶重工有限责任公司（重庆市涪陵区）
- 中核建中核燃料元件（宜宾812厂）
- 中核集团红华实业（金口河814厂）
- 重庆816核工厂（重庆涪陵区）
- 重庆嘉陵益民特种装备有限公司（重庆荣昌区）
- 中国第二重型机器厂（四川德阳）
- 西昌衛星发射中心（四川西昌冕宁）
- 攀枝花钢铁集团（四川攀枝花）
- 六盘水煤炭工业基地（贵州六盘水）
- 中国贵州航空工业集团（原贵州平坝县，现迁址贵阳市）
- 贵州航空发动机研究所（649所）（原贵州平坝县，现迁址贵阳市）
- 贵州云马飞机制造厂（贵州安顺）
- 洛阳玻璃厂（河南省洛阳市）
- 中国二汽（湖北省十堰市）
- 江汉油田（湖北省）
- 葛洲坝水利工程（湖北省宜昌市）
- 中国三江航天集团汽车工业（湖北省宜昌市孝感市）
- 陕西飞机工业（集团）有限公司（陕西省汉中市）
- 陕西汉中汉江工具有限责任公司（陕西省汉中市汉台区）
- 长庆油田（陕西省）
- 贺兰山煤炭基地（宁夏石嘴山市）
- 冶金部905厂和有色金属研究院第二研究所（宁夏石嘴山市）
- 长城机床铸造厂（宁夏银川市）
- 西北轴承厂102厂（宁夏银川市）
- 银川橡胶厂航空轮胎（宁夏银川市）
- 宁夏兴庆机器厂防步兵地雷（宁夏银川市贺兰山榆树沟）
- 青山试验机厂试验机（宁夏青铜峡市）
- 酒泉钢铁公司（甘肃酒泉，今甘肃嘉峪关）
- 酒泉卫星发射中心（甘肃酒泉，今内蒙古额济纳）
- 金川有色金属公司（甘肃金昌）
- 西北铝加工厂（甘肃陇西）
- 刘家峡水電站
- 丹江口水电站
- 青藏铁路一期（西宁——南山口）
- 成昆铁路（成都——昆明）
- 焦枝铁路（焦作——枝城）
- 湘黔铁路（株洲——贵定）
- 襄渝铁路（襄樊——重庆）

## 影视作品

### 剧情片
- 王小帅：《青红》
- 王小帅：《我11》
- 王小帅：《闯入者》
- 贾樟柯：《二十四城记》
- 章家瑞：《芳香之旅》

### 纪录片
- 《攀枝花基地建设第一年》
- 《攀枝花工业基地在建设中》
- 《岁月山河 攀枝花》
- 央視《大三線》系列紀錄片[8]

### 引用
1. ↑  《李富春选集》，中国计划出版社1992年版，第302、304页。
2. ↑  《毛泽东在中央工作会议期间的讲话记录》，1964年5月27日，引自金冲及主编《周恩来传》，中央文献出版社1998年版，第1768页。
3. ↑  .   [2020年12月26日]. （原始内容存档于2021年2月20日）.
4. ↑  .   [2010-11-12]. （原始内容存档于2010-11-14）.
5. 1 2  周升起  徐有威：“小三线建设时期驻厂军事代表制度实践及其困境”，《史林》，2021年第3期，第168-17页。
6. ↑  .   [2017-09-17]. （原始内容存档于2019-02-18）.
7. ↑  .   [2010-11-12]. （原始内容存档于2011-07-15）.
8. ↑  .   [2017-09-15]. （原始内容存档于2017-12-16）.